# Жолобна система (бурильна справа)

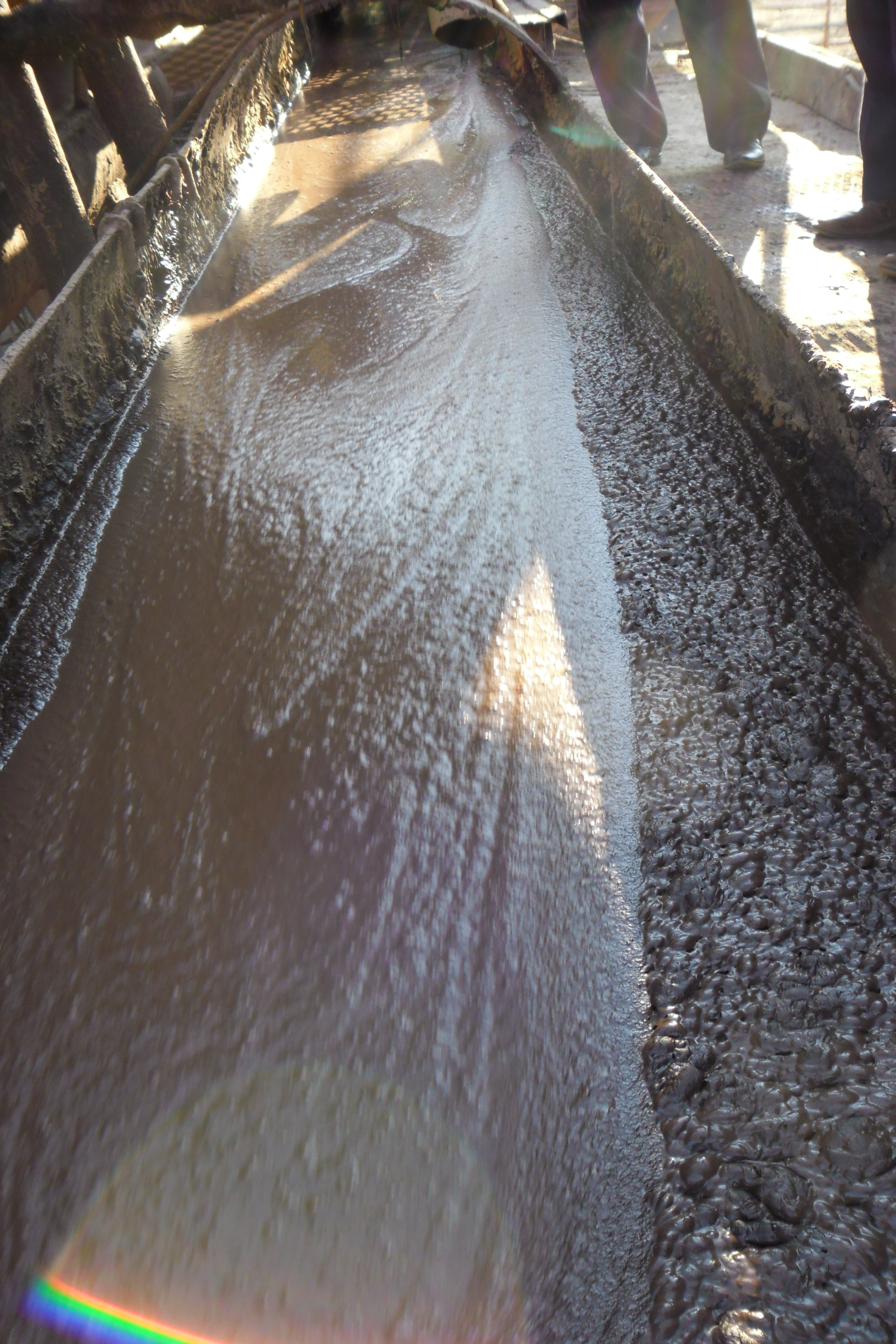
Буровий розчин у жолобі. Поверхневий комплекс бурової.

Жолобна система (рос. желобная система; англ. ditch system; нім. Spülrinnensystem n, Kehlesystem n, Rillesystem n, Rinnesystem n) — система, що має форму жолоба і використовується для транспортування бурового розчину під час буріння.